# Atlantski Pireneji
Atlantski Pirineji (fra. Pyrénées-Atlantiques, bas. Pirinio-Atlantiarrak ili Pirinio-Atlantikoak, oks. Pirenèus-Atlantics) je departman u jugozapadnoj Francuskoj. Pripada regiji Nova-Akvitanija, a glavni grad departmana (prefektura) je Pau. Departman Atlantski Pirineji je označen rednim brojem 64. Njegova površina iznosi 7 645 km². Po podacima iz 1999 godine u departmanu Atlantski Pirineji je živjelo 600 018 stanovnika, a gustoća naseljenosti je iznosila 78 stanovnika po km².

## Jezici
Francuski je jedini službeni jezik u departmanu. Pored njega se govore gaskonjski i baskijski.

## Vanjske poveznice
- Službena stranica  Arhivirana inačica izvorne stranice od 11. rujna 2008. (Wayback Machine) (fr.)